# Pablo Dapena González
Pablo Dapena González (Pontevedra, 19 de enero de 1988) es un deportista español que compite en triatlón.

## Trayectoria
Nacido el 19 de enero de 1988 en la ciudad de Pontevedra, Dapena comienza sus andaduras en el mundo del deporte en la disciplina de natación. Esta decisión la toman sus padres cuando con tres años, los médicos le diagnostican asma, y le recomiendan la piscina como un medio para recuperarse. Con seis años Pablo se inscribe en el Club Natación Pontevedra, en el que entrena durante 13 años y consigue un importante número de títulos en campeonatos de Galicia, llegando a participar en campeonatos de España.
Con 18 años decide iniciar la licenciatura de Ciencias de la Actividad Física y el Deporte en La Coruña. Al poco tiempo, el Club Natación Pontevedra con el que competía cierra por problemas económicos, lo que hace que Pablo se inscriba en el Club Natación Coruña, donde consigue a nivel individual sus mejores marcas en campeonatos regionales a nivel de equipos. Al cumplir los 22 años cursa un año de estudios en el extranjero, en Hungría, lo que le hace dejar la natación aparcada durante este tiempo. Al regresar a España animado por unos amigos decide probar suerte en el deporte del triatlón.
Ganó dos medallas en el Campeonato Mundial de Triatlón de Larga Distancia, oro en 2018 y plata en 2019, y una medalla de plata en el Campeonato Europeo de Triatlón de Larga Distancia de 2018. Además, obtuvo dos medallas de bronce en el Campeonato Europeo de Ironman 70.3, en los años 2019 y 2022.

## Palmarés internacional
| Campeonato Mundial | Campeonato Mundial  | Campeonato Mundial | Campeonato Mundial |
| Año                | Lugar               | Medalla            | Competición        |
| ------------------ | ------------------- | ------------------ | ------------------ |
| 2018               | Fionia (Dinamarca)  | Medalla de oro     | Individual         |
| 2019               | Pontevedra (España) | Medalla de plata   | Individual         |
| Campeonato Europeo |                     |                    |                    |
| Año                | Lugar               | Medalla            | Competición        |
| 2018               | Madrid (España)     | Medalla de plata   | Individual         |

| Campeonato Europeo | Campeonato Europeo  | Campeonato Europeo | Campeonato Europeo |
| Año                | Lugar               | Medalla            | Prueba             |
| ------------------ | ------------------- | ------------------ | ------------------ |
| 2019               | Elsinor (Dinamarca) | Medalla de bronce  | Individual         |
| 2022               | Elsinor (Dinamarca) | Medalla de bronce  | Individual         |

## Equipos
Desde sus inicios en el deporte, Pablo ha competido en varios equipos. El primero de todos ellos fue el Club Natación Pontevedra, en el que pasó 13 años de su vida. Tras la desaparición del mismo, ingresa en el Club Natación Coruña, pero su año sabático (en lo referido al deporte) en Hungría, hace que al volver comience la práctica del triatlón. Actualmente forma parte del equipo Club de Triatlón Cidade de Lugo Fluvial. En este último es compañero de un referente para el triatlón español, Javier Gómez Noya.
Sin abandonar las filas del Cidade, en noviembre de 2018 se confirmaba su fichaje por el equipo belga BMC-Vifit Sport Pro Triathlon Team, donde compartirá colores con gente del nivel de Bart Aernouts, Patrik Nilsson o Will Clarke.